# Цей щасливий народ (фільм)
Цей щасливий народ (англ. This Happy Breed) — англійська комедійна драма режисера Девіда Ліна 1944 року. Фільм знятий за мотивами однойменної п'єси англійського драматурга Ноела Коуарда.

## Сюжет
Як тільки закінчується Перша світова війна, родина Гіббонс (Френк, Етель, троє їхніх дітей — Рег, Ві і Куїні, а також сестра Френка Сільвія й мати Етель) переїжджає в гарний будинок у передмісті Лондона. Там їх сусідом стає товариш Френка Боб Мітчелл. Радіючи мирному існуванню, сімейство веде звичайне життя простих людей з робочого класу, — рівно до тих пір, поки на голови людства не обрушується Друга світова.

## У ролях
- Роберт Ньютон — Френк Гіббонс
- Селія Джонсон — Етель Гіббонс
- Емі Венесс — місіс Флінт
- Елісон Леггатт — тітка Сільвія
- Стенлі Холлоуей — Боб Мітчелл
- Джон Міллз — Біллі Мітчелл
- Кей Волш — Куїні Гіббонс
- Ейлін Ерскін — Ві
- Джон Блайт — Рег Гіббонс
- Гай Верні — Сем Лідбіттер
- Бетті Флітвуд — Філліс Блейк
- Мерл Тоттенем — Еді